# Spogostylum vulpinum
Spogostylum vulpinum är en tvåvingeart som först beskrevs av Sack 1909.  Spogostylum vulpinum ingår i släktet Spogostylum och familjen svävflugor.
Artens utbredningsområde är Iran. Inga underarter finns listade i Catalogue of Life.